# Gymnocalycium borthii
Gymnocalycium borthii (укр. Гімнокаліціум Борта, Гімнокаліціум борті) — сукулентна рослина з роду гімнокаліціум (Gymnocalycium) родини кактусових (Cactaceae).

## Історія
Вид вперше описаний німецьким ботаніком Гансом Тілєм (нім. Hans Till, 1920—2012) у 1987 році у виданні нім. «Kakteen und Andere Sukkulenten» за назвою, запропонованою американським ботаніком Гарольдом Куповіцом (англ. Harold Koopowitz; нар. 1940).

## Етимологія
Видова назва дана на честь австрійського альпініста, одного з найвідоміших збирачів рослин і гімнокаліціумів зокрема Ганса Борта (нім. Hans Borth).

## Ареал і екологія
Gymnocalycium borthii є ендемічною рослиною Аргентини. Ареал розташований поблизу Квінеса у провінції Сан-Луїс.

## Морфологічний опис
| Орган              | Опис |
| ------------------ | --- |
| Рослини            | від приплюснуто-кулястих до коротко-столбовидних, сіро-зелені до фіолетово-коричневих, до 10 см заввишки і 9 см в діаметрі. |
| Коріння            | |
| Стебло             | |
| Епідерміс          | |
| Ребра              | 9-16 з округлими подбородкообразнимі буграми.                                                                               |
| Ареоли             | |
| Аксили             | |
| Колючки            | зазвичай 5, іноді до 9, гнучкі або жорсткі, прямі, одна колючка звернена вниз і її довжина до 2.5 см.                       |
| Квіти              | воронкоподібні, білі з рожевою серединою, до 4.5 см завдовжки і 5 см в діаметрі.                                            |
| Бутони             | |
| Зовнішні пелюстки  | |
| Внутрішні пелюстки | |
| Тичинки            | |
| Маточка            | |
| Плоди              | веретеноподібні до 1.5 см в діаметрі.                                                                                       |
| Насіння            | |

## Чисельність, охоронний статус та заходи по збереженню
Охороняється Конвенцією про міжнародну торгівлю видами дикої фауни і флори, що перебувають під загрозою зникнення (CITES).

## Таксономія
Існує думка, що цей таксон належить до одного з підвидів Gymnocalycium gibbosum (Gymnocalycium gibbosum ssp. borthii (Koop. ex H.Till) G.J.Charles 2005). Однак Едвард Фредерік Андерсон — член Робочої групи Міжнародної організації з вивчення сукулентних рослин (IOS), колищній її президент у своїй фундаментальній монографії з родини кактусових «The Cactus Family» розглядає його як окремий вид — Gymnocalycium borthii.